# Ophodni brodovi klase Mirna
Klasa Mirna je naziv za 11 ophodnih brodova proizvedenih u razdoblju od 1979. – 1985. u brodogradilištu Kraljevica za potrebe tadašnje JRM.

## Dizajn
Izgradnja brodova je započela 1979. a trajala je do 1985. U tom vremenu je izrađeno 11 brodova. Napjprije su izrađena četiri ophodna broda, zatim dva, pa potom pet preostalih. U međuvremenu su obavljene neke konstruktivne izmjene, a stražnji jednocijevni top od 20 mm je zamijenjem s četverocijevnim. Osnovna namjena ovih brodova je bila izvršavanje graničnih zadataka, no po svom naoružanju to su plovila koja daleko nadmašuju uobičajene ophodne brodove. Pri konstruiranju trupa broda, ponovno je iskorišten oblik "Sklad" razvijen za raketne topovnjače klase "401", s tim da je u ovom slučaju plovilo manjih dimenzija i bitno manje istisnine (puni deplasman je 146 tona). 
Trup je izrađen od brodograđevnog čelika, dok je nadgradnja izrađena od aluminijske legure. Trup je sa 6 vodonepropusnih pregrada podijeljen na 7 vodonepropusnih prostorija, što povećava otpornost broda u borbi.
Dužina broda je 32 metra, širina 6,75 m, a visina trupa 3,50 m. Gaz mu je 1,70 m. Pogonsku grupu čine dva brzohodna dizelska motora SEMT-Pielsick 12PA4V200VGDS s dvostrukim prednabijanjem. Njihova nominalna snaga je 2206 KW. Svaki radi pri 1500 okretaja u minuti, a na pokusnim vožnjama je postignuta brzina od 28 čvorova. U spremnicima goriva može ponijeti 16,2 tona goriva D-2, a u spremnicima za vodu do 4,2 tone vode. Daljina plovidbe je oko 600 milja (1111 km), a samostalnost boravka na moru 4 dana, u ratu 8 dana. Posadu broda čine pet časnika, četiri dočasnika i deset mornara.

### Oprema
Od navigacijske opreme ugrađen je navigacijski radar Decca RM 1216A snage 6 KW i najvećeg dometa (u idealnim uvjetima) 48 milja (88,9 km). Za borbu protiv podmornica, što mu je druga uloga, u trup broda je ugrađen sonar norveške tvrtke Simrad SQ3D/SF koji je razvijen iz komercijalnog sonara. Služi za otkrivanje podmornica na udaljenosti od 1800 m, pri čemu brod mora biti u mirovanju jer je šum u vožnji prevelik ometač. U protupodmorničkoj inačici može biti opremljen i malim dubinskim bombama koje se odbacuju u more s krme broda.
Predviđeno je da ovakvi brodovi pokrivaju morske tjesnace i prolaze između otoka. Naoružan je topom 40 mm Bofors na pramcu, četvorocijevnim topom 20 mm M71 na krmi, četvorostrukim lanserom raketa Strela-2M na zapovjednom mostu. Posjeduje i dva dvostruka lansera osvijetljavajućih raketa 128 mm „Svitac“.

## Poveznice
- OB-01 Novigrad
- OB-02 Šolta
- OB-03 Cavtat
- OB-04 Hrvatska Kostajnica